# Viva Cuba
Pour plus de détails, voir Fiche technique et Distribution.
Viva Cuba est un film franco-cubain par Juan Carlos Cremata Malberti, sorti en 2005.

## Synopsis
Malu et Jorgito sont deux enfants cubains qui se sont promis d'être amis pour la vie alors que leurs familles se détestent.
Quand la grand-mère de Malu meurt et que sa mère décide d'aller vivre à l'étranger, tout s'effondre pour la petite fille. Pour ne pas quitter Cuba et être séparée de son ami Jorgito, Malu doit empêcher que son père signe l'autorisation de sortie de l'île. Mais ce dernier habite à des kilomètres de La Havane dans un phare à l'autre bout de l'île (Pointe de Maisi). Les deux enfants décident donc de fuguer et traversent tout Cuba par tous les moyens possibles en étant recherchés par la police. Malu et Jorgito arrivent au phare du père de la petite, il a signé. C'est trop tard. En retrouvant leurs enfants. Les parents se disputent. C'en est trop. Malu veut rester avec son grand ami Jorgito. Les deux amis se mettent devant le soleil couchant.

## Fiche technique
- Titre : Viva Cuba
- Réalisation : Juan Carlos Cremata Malberti
- Scénario : Juan Carlos Cremata Malberti
- Production : Nicolas Duval Adassovsky, Eric Brach
- Photographie : Alejandro Pérez Gómez
- Musique : Amaury Ramírez Malberti et Slim Pezin
- Pays d'origine :  France |  Cuba
- Genre : comédie dramatique
- Durée : 80 minutes (1 h 20)
- Format : 35 mm
- Dates de sortie :
  -  Canada : 13 septembre 2005 (Première au festival de Toronto)
  -  France : 11 octobre 2006
  -  Belgique : 7 février 2007

## Distribution
- Malú Tarrau Broche : Malù
- Jorgito Miló Ávila : Jorgito
- Luisa Maria Jimenez Rodriquez : Maman de Jorgito
- Larisa Vega Alamar : Maman de Malu
- Albertico Pujols Acosta : Papa de Jorgito
- Sara Cabrera Mena : Grand-mère
- Paval Garcia Valdes : Spéléologue

## Autour du film
- Ce film a été un énorme succès à Cuba où il a été vu par plus de 1,5 million de personnes.

## Distinctions
Ce film a obtenu plus de 20 prix dont :
- Grand Prix écrans juniors au festival de Cannes 2004.
- Prix d'interprétation féminine pour Malu Tarrau Broche au 10èmes rencontres du cinéma Sud-Américain de Marseille
- Prix OFCIC au Festival Giffoni (Italie), 2007